# チアゴ・ウンベルト・ゴメス
チアゴ・ウンベルト（Thiago Humberto）ことチアゴ・ウンベルト・ゴメス（ポルトガル語: Thiago Humberto Gomes、1985年7月6日 - ）は、ブラジルのサッカー選手。ポジションはMF。

## タイトル
グレミオ・バルエリ
- カンピオナート・パウリスタ・セリエA2: 2006
- カンピオナート・パウリスタ・セリエA3: 2005

セアラー
- カンピオナート・セアレンセ: 2011

ゴイアス
- カンピオナート・ゴイアーノ: 2012

ノヴォ・アンブルゴ
- コパ・パウリスタ: 2015